# Fré Cohen
Frederika Sophia "Fré" Cohen (Ámsterdam, 11 de agosto de 1903 - Hengelo, 14 de junio de 1943) fue una artista y diseñadora gráfica neerlandesa.

## Biografía
Era la hija mayor del cortador de diamantes Levie Cohen, miembro de la comunidad judía socialdemócrata de Ámsterdam. Levie Cohen a menudo estaba sin trabajo, como muchos otros trabajadores del diamante. Por ello la familia Cohen se mudó a Amberes, en Bélgica, donde había más trabajo en el negocio de los diamantes. Tras el estallido de la Gran Guerra en 1914, la familia regresó a Ámsterdam.

## Diseño

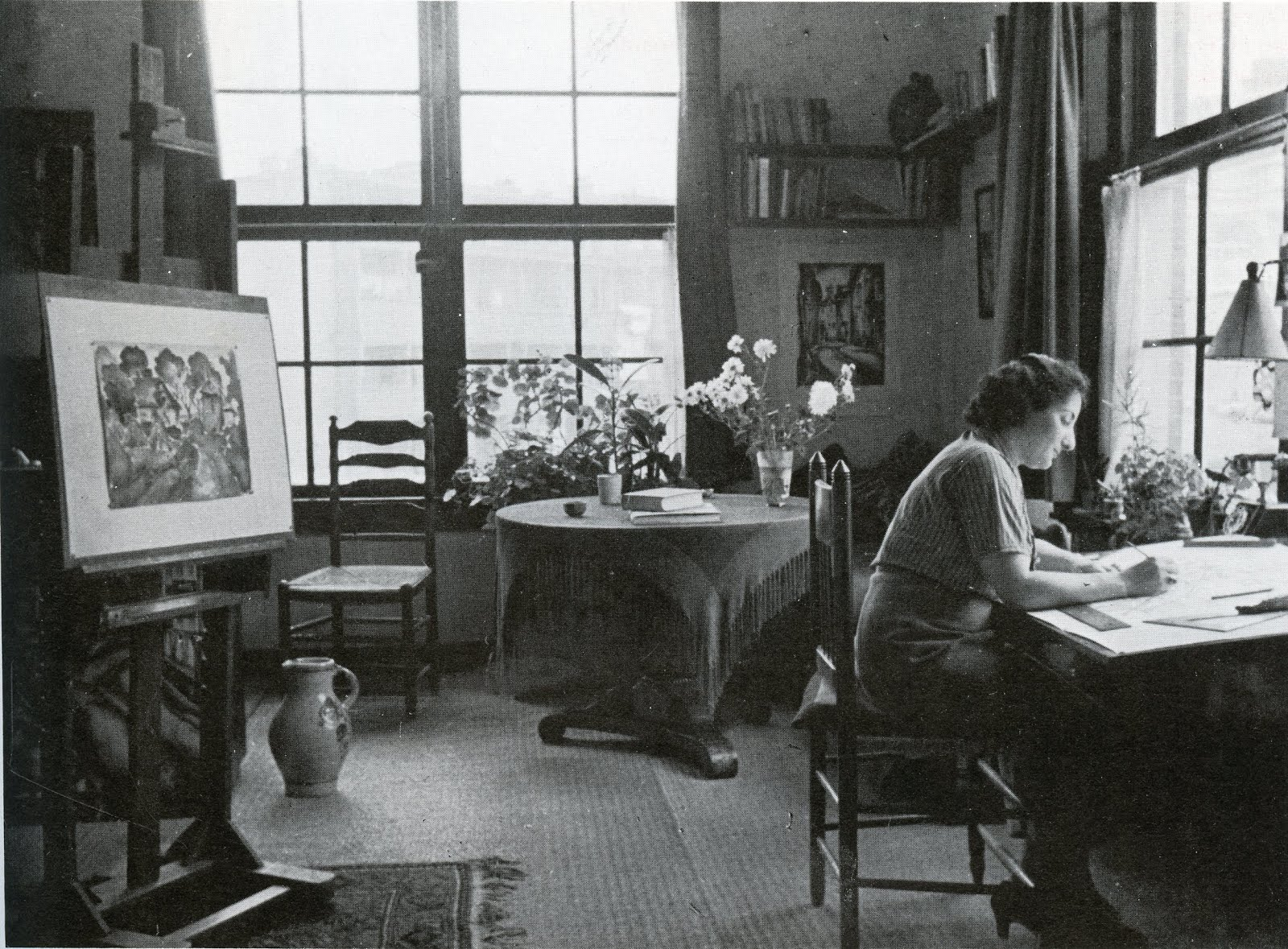
Fré Cohen trabajando en su taller de Ámsterdam en 1937

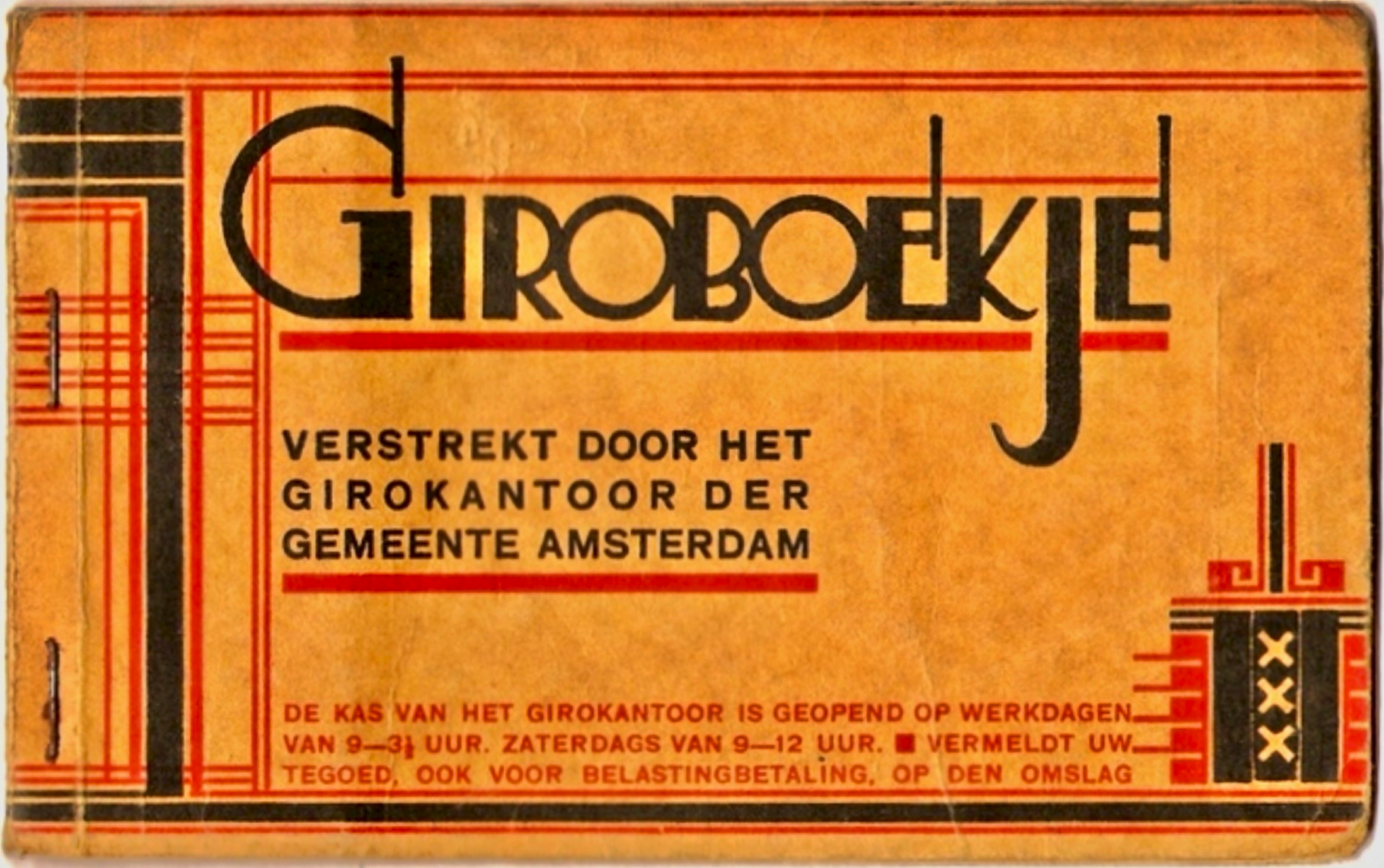
Folleto para giro bancario municipal de la década de 1930

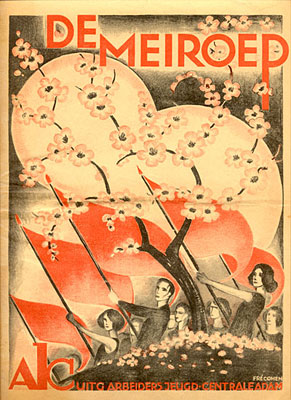
De Meiroep ('May Calling'), una publicación de AJC de 1931

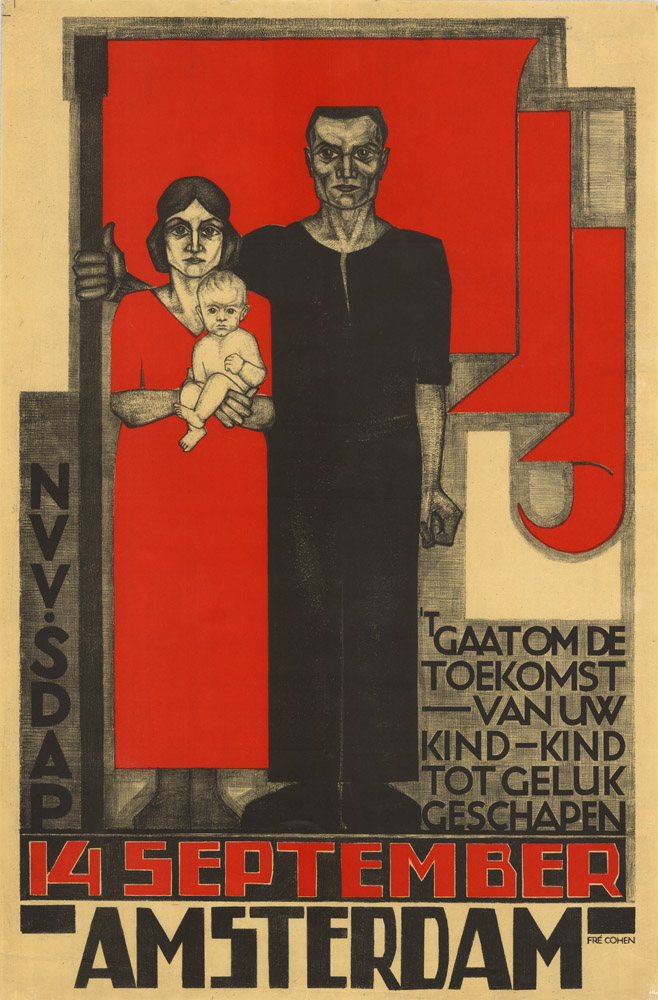
Cartel de NVV y SDAP de 1930

Cohen ya mostró interés desde niña por el dibujo, y quería ser dibujante . En 1921 entró en la fábrica de alambres y cables Draka, para el diseño de anuncios. Más tarde consiguió  trabajo en una editorial socialista, Ontwikkeling ("Desarrollo", ligada al Partido Socialdemócrata Neerlandés, SDAP), donde además de trabajo administrativo realizó trabajo de diseño. Mediante su tarea en esta editorial, obtuvo acceso a la imprenta del Partido Socialdemócrata, Vooruitgang ("Progreso").
Sus colegas masculinos la recibieron con recelo, tanto como mujer como versada en métodos técnicos y en composición tipográfica. Fue responsable del diseño de portadas y composición de páginas, y para la mayor parte de los folletos, revistas y otros materiales impresos que en gran cantidad publicaba la gran Organización Juvenil del Partido Socialista, AJC.
Como artista autodidacta, Cohen trabajó inicialmente con su propio estilo, personal y fácilmente reconocible, influido por art deco y utilizando las líneas fuertes y colores básicos de De Stijl, más para decoración que para función, tal como realizaba la Escuela de Arquitectura de Ámsterdam. A partir de 1924, cuando tenía 21 años, Cohen comenzó a recibir clases a tiempo parcial en la Quellinusschool de Ámsterdam. De 1927 a 1929 pudo seguir las clases diariamente gracias a una beca. Se graduó con una Medalla de Honor (la primera en la historia de la Quellinusschool). Después de completar su educación, su trabajo se volvió más variado y obtuvo un aire más ligero.
Desde 1929 a 1932 Cohen fue empleada por la imprenta de la ciudad de Ámsterdam, Stadsdrukkerij Amsterdam. Hasta 1941 permaneció como ayudante por libre y tuvo la oportunidad de diseñar casi todo el trabajo común de imprenta para los servicios municipales. Era muy activa y enérgica y trabajaba a fuerte ritmo. Además, diseñó muchas encuadernaciones para varias firmas, como Querido, Wereldbibliotheek y De Arbeiderspers, a menudo con marchamo idealista o socialista. Sus diseños de portadas y encuadernaciones a menudo ocupan el frente, el lomo y el reverso de la publicación. Muchas veces, aunque no siempre, se puede encontrar su firma, "FC". Tuvo una gran influencia en el diseño gráfico neerlandés de la década de 1930.
Cohen fue miembro de Nederlandsche Vereeniging voor Ambachts- en Nijverheidskunst (VANK), la Asociación Neerlandesa de Artesanía y Arte aplicado.
Cohen produjo impresión gráfica en muchos y variados formatos, desde anuncios hasta ex libris, diplomas, ilustraciones, cabeceras, anuncios de bebés y postales. También hay algunas obras tridimensionales como cajas y maquetas. Creó folletos y mapas para el aeropuerto Schiphol de Ámsterdam, en un estilo modernista, usando dorado, rojo y azul. Además, realizó pinturas, retratos, dibujos, xilografías y linóleos.

## Últimos años
Bajo la ocupación nazi de los Países Bajos, que comenzó en 1940, todos los judíos estaban en peligro. Fré Cohen se escondió desde 1941  en casas de amigos y granjas remotas en Ámsterdam, Diemen, Róterdam, Winterswijk y Borne sucesivamente. Durante ese período, cuando podía, siguió trabajando, ilegalmente. El 12 de junio de 1943 fue detenida por los alemanes en el Borne. Urgentemente tomó las pastillas que había guardado para tal emergencia. Después de dos días en coma, murió el 14 de junio de 1943 a la edad de 39 años, en un hospital de Hengelo .
Su hermana, que logró sobrevivir a la guerra,  colocó después una simple lápida en la tumba anónima del cementerio judío de Hengelo, donde también se recuerda a su padre y a su hermano, ambos asesinados en la guerra. Parte del trabajo de Fré Cohen fue destruido por oficiales del Sicherheitsdienst, que arrasaron los lugares donde trabajó, pero mucho se ha conservado. El Stedelijk Museum Amsterdam alberga una gran colección de sus obras gráficas y originales.